# Suksan Bunta
Suksan Bunta (thailändisch สุขสันต์ บุญตา, * 5. März 2002) ist ein thailändischer Fußballspieler.

## Karriere
Suksan Bunta erlernte das Fußballspielen in der Collegemannschaft des Assumption College. Seinen ersten Vertrag unterschrieb er am 1. Januar 2020 beim Chonburi FC. Der Verein aus Chonburi spielte in der ersten Liga, der Thai League. Die Saison 2021/22 wurde er an den Drittligisten Pattaya Dolphins United ins nahegelegene Seebad Pattaya ausgeliehen. Am Ende der Saison feierte er mit den Dolphins die Meisterschaft in der Eastern Region der Liga. In den Aufstiegsspielen zur zweiten Liga konnte man sich jedoch nicht durchsetzen. Nach der Ausleihe kehrte er Ende Mai nach Chonburi zurück. Sein Erstligadebüt gab Suksan Bunta am 20. August 2022 (2. Spieltag) im Auswärtsspiel gegen den Police Tero FC. Hier stand er in der Startelf. In der 45. Minute erzielte er sein erstes Tor in der ersten Liga. 20 Minuten später wurde er gegen den Ivorer Amadou Ouattara ausgewechselt. Chonburi gewann das Spiel 2:0. Bis Ende Dezember 2023 bestritt er acht Erstligaspiele für Chonburi. Im Januar 2024 wurde er an den ebenfalls in der ersten Liga spielenden Police Tero FC ausgeliehen. Am Ende der Saison 2023/24 belegte er mit Police Tero den 15. Tabellenplatz und musste somit in die zweite Liga absteigen. Für Police bestritt er elf Ligaspiele. Nach der Ausleihe kehrte er im Sommer 2024 nach Chonburi zurück. Am Ende der Saison 2024/25 feierte er mit Chonburi die Zweitligameisterschaft sowie den Aufstieg in die erste Liga.

## Erfolge
Pattaya Dolphins United
- Thai League 3 – East: 2021/22

Chonburi FC
- Thailändischer Zweitligameister: 2024/25  ▲